# ティブロネス・ロホス・デ・ベラクルス
クルブ・デポルティーボ・ベラクルス (スペイン語: Club Deportivo Veracruz) は、メキシコ・ベラクルス州ボカ・デル・リオに本拠地を置いていたサッカークラブである。ティブロネス・ロホス・デ・ベラクルス (スペイン語: Tiburones Rojos de Veracruz) という呼称で知られていた。

## 歴史
1943年4月、ベラクルス州に本拠地を置いていた2つのアマチュアクラブがメキシコサッカーリーグに参戦するため合併、クルブ・デポルティーボ・ベラクルス（Club Deportivo Veracruz）として新たなスタートを切った。
設立から10年ほどは強豪クラブとして国内の複数タイトルを獲得したが、その後は4度の昇降格を経験するなどエレベータークラブと化していた。
プエブラ州のプエブラFCとは長らくライバル関係にあり、両者の対戦はエル・クラシコ・デル・スル(El Clásico Del Sur)と呼ばれていた。
2019年12月、度重なる財政問題によってメキシコサッカー連盟は、ベラクルスのリーガMXからの脱退を発表した。

## ユニフォームの変遷
| 1943 | 1950 | 1960 | 1978 | 1990 | 1995 | 2001 | 2008 | 2013 |

## タイトル

### 国内タイトル
- プリメーラ・ディビシオン: 2回

1945-46, 1949-50
- プリメーラ・ディビシオンA: 1回

2001
- コパMX: 2回

1947-48, 2016クラウスーラ

### 国際タイトル
なし

## 歴代監督
- エドゥアルド・アントゥネス・コインブラ 1991
- ビクトル・マヌエル・ブセティッチ 2005-2006
- ネリー・プンピード 2007
- アントニオ・モハメド 2007-2008
- ミゲル・エレーラ 2008

## 歴代所属選手
- レネ・イギータ 1997-1998
- リオネル・アルヴァレス 1997
- ルイス・エルナンデス 2003